# Маширов-Самобытник, Алексей Иванович
…Ещё скажи: в годину бед

Я верен братьям был

И пролетарский свой обет

Преступно не забыл,

Что ни одной я в нём строки,

Глумясь, не зачеркнул

И до конца — своей руки

Врагу не протянул.

Что тот же стяг и тот же путь

Стоит передо мной,

Хоть был я ранен дважды в грудь

За жизнь страны родной.
Алексе́й Ива́нович Маши́ров (псевдоним — Самобы́тник; 17 марта 1884, Санкт-Петербург — июль 1943, Ленинград) — русский пролетарский поэт, журналист, рабочий корреспондент, администратор.

## Биография
С 12 лет работал учеником на фабрике. Член РСДРП с 1908 года.
Участник революции 1905 года.
В 1908—1909 годах обучался в вечерних классах Лиговского народного дома.
С 1912 года — рабкор «Правды».
Неоднократно арестовывался, в 1916 году сослан в Сибирь, освобождён Февральской революцией.

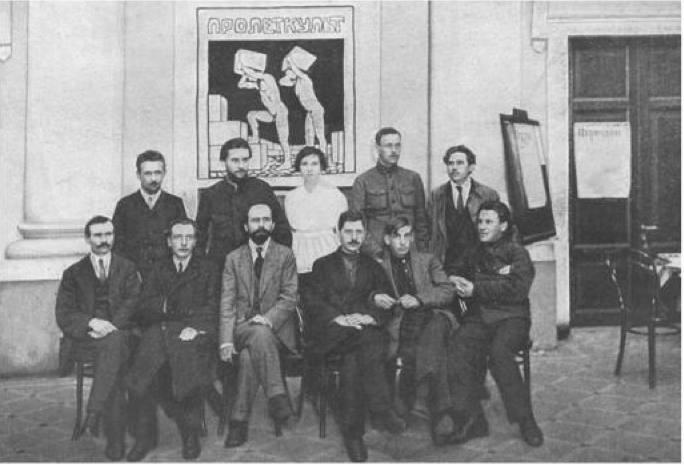
Президиум 1-й Всероссийской конференции Пролеткульта, сентябрь 1918 года.
А. И. Маширов сидит третий справа

Возглавлял Петроградский Пролеткульт (1917—1923), активный работник «Кузницы». Основал журнал «Грядущее» .
Занимал высокие посты в области культуры: в 1920-х годах председатель Ленинградского Совета работников искусств (Рабис), в 1930—1936 годах красный директор Ленинградской консерватории, основал там рабфак и рабочий музыкальный университет. С 1937 года (по 1943 год) руководитель Ленинградского института театра и музыки.
Первая жена — Яскеляйн Зоя Петровна, дочери Анна и Елена Алексеевны Яскеляйн (1923 и 1925 годов рождения), сын Яскеляйн Валериан Алексеевич.
«Алексей Иванович принадлежал к… типу коммуниста-пролеткультовца, выдвиженца. Внешность типичного питерского рабочего: среднего роста, физически крепкий, с простым, совершенно неинтеллигентным лицом, он напоминал скорее завхоза, чем директора искусствоведческого института… Надо, впрочем, сказать, что человек он был мягкий и довольно скромный».
Погиб в блокаду от истощения. Похоронен на Литераторских мостках.